# Becky (film, 2020)
Pour les articles homonymes, voir Becky (homonymie).
Pour plus de détails, voir Fiche technique et Distribution.
Becky est un film américain réalisé par Jonathan Milott et Cary Murnion, sorti en 2020.

## Synopsis
Becky Hooper, 13 ans, est interrogée par la police sur un événement ayant eu lieu chez elle.
Deux semaines plus tôt, Becky, qui vient de perdre sa mère, est tyrannisée par un groupe de lycéens. Dans le même temps, Dominick, un néonazi et ses acolytes Apex, Cole et Hammond, s'évadent de prison.

## Fiche technique
- Titre : Becky
- Réalisation : Jonathan Milott et Cary Murnion
- Scénario : Ruckus Skye, Lane Skye et Nick Morris
- Musique : Nima Fakhrara
- Photographie : Greta Zozula
- Montage : Alan Canant
- Production : Jordan Beckerman, Jordan Yale Levine, J. D. Lifshitz, Raphael Margules et Russ Posternak
- Société de production : Yale Productions, BondIt Media Capital, BoulderLight Pictures, Buffalo 8 Productions, Quiver Distribution, Redbox Entertainment, SSS Entertainment et United Talent Agency
- Société de distribution : Amor Media (États-Unis)
- Pays :  États-Unis
- Genre : Action, drame, horreur et thriller
- Durée : 93 minutes
- Dates de sortie : 
  - États-Unis : 5 juin 2020

## Distribution
- Lulu Wilson (VF : Elizabeth Marie) : Becky
- Kevin James (VF : Olivier Peissel) : Dominick
- Joel McHale (VF : Michaël Cermeno) : Jeff
- Robert Maillet (VF : Philippe Mijon) : Apex
- Amanda Brugel (VF : Fanny Gatibelza) : Kayla
- Isaiah Rockcliffe : Ty
- Ryan McDonald (VF : Michel Barrio) : Cole
- James McDougall : Hammond

## Accueil
Le film a reçu un accueil mitigé de la critique. Il obtient un score moyen de 54 % sur Metacritic.

## Suite
Une suite intitulée "The Wrath of Becky" est sortie en 2023.